# Rabbit Mountain
Rabbit Mountain är ett berg i Kanada.   Det ligger i territoriet Yukon, i den västra delen av landet, 4 400 km väster om huvudstaden Ottawa. Toppen på Rabbit Mountain är 2 090 meter över havet, eller 343 meter över den omgivande terrängen. Bredden vid basen är 7,9 km.
Terrängen runt Rabbit Mountain är kuperad åt nordväst, men åt sydost är den bergig. Trakten runt Rabbit Mountain är nära nog obefolkad, med mindre än två invånare per kvadratkilometer.. Det finns inga samhällen i närheten.
Omgivningarna runt Rabbit Mountain är i huvudsak ett öppet busklandskap.